# Hefshuizen
Hefshuizen est une ancienne commune des Pays-Bas de la province de Groningue, qui a existé sous ce nom de 1979 à 1992.
La commune de Hefshuizen a été créée en 1979 par la fusion des communes d'Uithuizen et d'Uithuizermeeden, auxquelles furent jointes les parties septentrionales des communes de 't Zandt et de Bierum. Cet ajout a permis de positionner le port maritime d'Eemshaven sur le territoire d'une seule commune.
Le nom de Hefshuizen n'existait pas avant la fusion : la partie hef vient d'un ancien mot pour mer, figurant dans le nom du village de Hefswal ; la partie huizen (maisons) a été empruntée aux noms des villages d'Uithuizen et d'Uithuizermeeden.
Le 1er janvier 1990, la commune a été agrandie avec les communes de Kantens, d'Usquert et de Warffum. Le nom de Hefshuizen étant ressenti comme trop artificiel, la commune a officiellement changé de nom en 1992. Désormais, elle s'appelle Eemsmond, d'après sa situation sur l'embouchure de l'Ems (Eems en néerlandais).

## Source
- (nl) Cet article est partiellement ou en totalité issu de l’article de Wikipédia en néerlandais intitulé « Hefshuizen » (voir la liste des auteurs).